# Kazuki Segawa
Kazuki Segawa (瀬川 和樹 Segawa Kazuki?, nacido el 25 de abril de 1990 en Hiroshima) es un futbolista japonés que se desempeña como defensa en el Tochigi SC de la J2 League.

## Trayectoria

### Clubes
| Club                | País  | Año         |
| ------------------- | ----- | ----------- |
| Thespakusatsu Gunma | Japón | 2013 - 2014 |
| Montedio Yamagata   | Japón | 2015 - 2017 |
| Renofa Yamaguchi FC | Japón | 2018 - 2019 |
| Tochigi SC          | Japón | 2019 -      |

## Estadística de carrera

### J. League
| Club                | Año   | J. League | J. League | Copa J. League | Copa J. League | Total | Total |
| Club                | Año   | Part.     | Goles     | Part.          | Goles          | Part. | Goles |
| ------------------- | ----- | --------- | --------- | -------------- | -------------- | ----- | ----- |
| Thespakusatsu Gunma | 2013  | 18        | 1         | -              | -              | 18    | 1     |
| Thespakusatsu Gunma | 2014  | 37        | 3         | -              | -              | 37    | 3     |
| Montedio Yamagata   | 2015  | 1         | 0         | 2              | 0              | 3     | 0     |
| Montedio Yamagata   | 2016  | 1         | 0         | -              | -              | 1     | 0     |
| Montedio Yamagata   | 2017  | 23        | 0         | -              | -              | 23    | 0     |
| Total               | Total | 80        | 4         | 2              | 0              | 82    | 4     |